# Liste der Monuments historiques in Pirey
Die Liste der Monuments historiques in Pirey führt die Monuments historiques in der französischen Gemeinde Pirey auf.

## Liste der Objekte
| Bezeichnung                                         | Beschreibung | Standort                       | Kennzeichnung | Schutzstatus | Datum | Bild |
| --------------------------------------------------- | --- | ------------------------------ | ------------- | ------------ | ----- | ---- |
| Skulpturengruppe Schutzmantelmadonna                | Holz, farbig gefasst und vergoldet, 16. Jahrhundert                                                                                                 | in der Kirche St-Martin (Lage) | PM25001211    | Classé       | 1910  |      |
| Hauptaltar                                          | Altartisch, Tabernakel, Retabel, Gemälde und Skulpturen; Holz, farbig gefasst und vergoldet, Ölfarbe auf Leinwand, 18. Jahrhundert                  | in der Kirche St-Martin (Lage) | PM25001714    | Classé       | 1981  |      |
| Zwei Reliefmedaillons: Josef und Madonna            | Holz, farbig gefasst und vergoldet, 18. Jahrhundert                                                                                                 | in der Kirche St-Martin (Lage) | PM25001715    | Classé       | 1985  |      |
| Zwei Altarleuchter                                  | Holz, vergoldet, 18. Jahrhundert | in der Kirche St-Martin (Lage) | PM25001716    | Classé       | 1985  |      |
| Zwei Reliquienbüsten                                | jeweils mit Sockel; Holz, farbig gefasst, 17. Jahrhundert                                                                                           | in der Kirche St-Martin (Lage) | PM25001717    | Classé       | 1985  |      |
| Kredenz                                             | Holz, vergoldet, 18. Jahrhundert | in der Kirche St-Martin (Lage) | PM25001212    | Classé       | 1962  |      |
| Kronleuchter                                        | Holz, vergoldet, 18. Jahrhundert | in der Kirche St-Martin (Lage) | PM25001213    | Classé       | 1962  |      |
| Josefsaltar                                         | rechter Seitenaltar; Retabel: Holz, farbig gefasst und vergoldet, 18. Jahrhundert; Gemälde: Ölfarbe auf Leinwand, 1681 von Blaise Balanche-Richarde | in der Kirche St-Martin (Lage) | PM25001215    | Classé       | 1981  |      |
| Schutzmantelmadonnenaltar                           | linker Seitenaltar; Altartisch und Retabel; Holz, farbig gefasst und vergoldet, 18. Jahrhundert                                                     | in der Kirche St-Martin (Lage) | PM25001216    | Classé       | 1981  |      |
| Kanzel                                              | Holz, farbig gefasst und vergoldet, 18. Jahrhundert                                                                                                 | in der Kirche St-Martin (Lage) | PM25001217    | Classé       | 1981  |      |
| Windfang                                            | Holz, 18. Jahrhundert; zugehörig: Gemälde Heiliger Franz von Paula; Ölfarbe auf Leinwand, 1684 von Blaise Balanche-Richarde                         | in der Kirche St-Martin (Lage) | PM25001218    | Classé       | 1981  |      |
| Kirchenbänke                                        | Holz, 18. Jahrhundert | in der Kirche St-Martin (Lage) | PM25002329    | Inscrit      | 1980  |      |
| Sessel                                              | Holz, 18. Jahrhundert | in der Kirche St-Martin (Lage) | PM25002330    | Inscrit      | 1980  |      |
| Fünf Altarleuchter                                  | Holz, vergoldet, 18. Jahrhundert | in der Kirche St-Martin (Lage) | PM25002331    | Inscrit      | 1981  |      |
| Vier Altarleuchter                                  | Bronze, versilbert, 17. Jahrhundert | in der Kirche St-Martin (Lage) | PM25002332    | Inscrit      | 1981  |      |
| Kruzifix                                            | Holz, vergoldet, 18. Jahrhundert | in der Kirche St-Martin (Lage) | PM25002333    | Inscrit      | 1984  |      |
| Gemälde Johannes Evangelist                         | Ölfarbe auf Leinwand, Holzrahmen, 17. und 18. Jahrhundert                                                                                           | in der Kirche St-Martin (Lage) | PM25002334    | Inscrit      | 1985  |      |
| Gemälde Heiliger Stefan                             | Ölfarbe auf Leinwand, Holzrahmen, 17. Jahrhundert                                                                                                   | in der Kirche St-Martin (Lage) | PM25002335    | Inscrit      | 1985  |      |
| Zwei Reliquienbüsten                                | Holz, farbig gefasst, 19. Jahrhundert | in der Kirche St-Martin (Lage) | PM25002336    | Inscrit      | 1985  |      |
| Zwei Seitenaltäre                                   | jeweils Retabel und Gemälde; Holz, Ölfarbe auf Leinwand, Ende des 18. Jahrhunderts                                                                  | in der Kirche St-Martin (Lage) | PM25002337    | Inscrit      | 1999  |      |
| Sechs Gemälde mit Darstellungen aus dem Marienleben | Ölfarbe auf Leinwand, 17. Jahrhundert | in der Kirche St-Martin (Lage) | PM25001214    | Classé       | 1978  |      |
| Kredenz                                             | Holz, vergoldet, 18. Jahrhundert | in der Kirche St-Martin (Lage) | PM25001219    | Classé       | 1981  |      |
| Reliquiar                                           | Holz, vergoldet, 18. Jahrhundert | in der Kirche St-Martin (Lage) | PM25001220    | Classé       | 1981  |      |